# Cavall
Cavall (mellem walisisk: cauall RBH & WBR; moderniseret: Cafall;; latin: Cabal, varant; Caball (ms.K)) var kong Arthurs hund, som blev brugt til at jage det store vildsvin Twrch Trwyth (latin: Troynt, Troit).
Cavall var Arthurs "favorithund", og under en kronhjortejagt var han normalt den sidste hund, der blev slippet løs efter vildtet (Gereint Son of Erbin).